# باد جاردين
باد جاردين هو سياسي كندي، ولد في 1 مايو 1935 في كندا. حزبياً، نشط في الحزب الكندي التقدمي المحافظ وحزب المحافظين الكندي. وقد انتخب عضو مجلس العموم الكندي.